# Большой флот

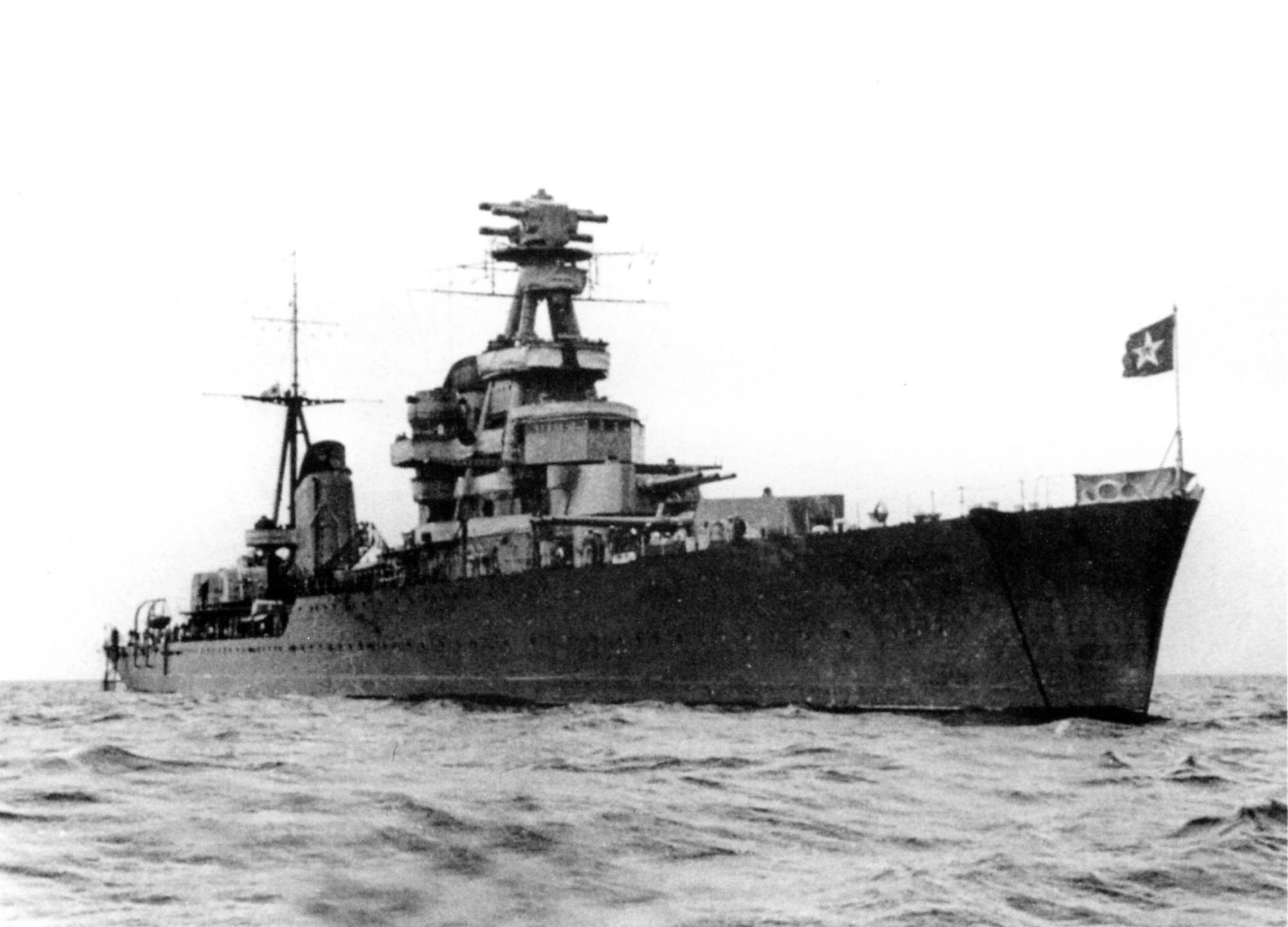
Крейсер «Киров», проекта 26

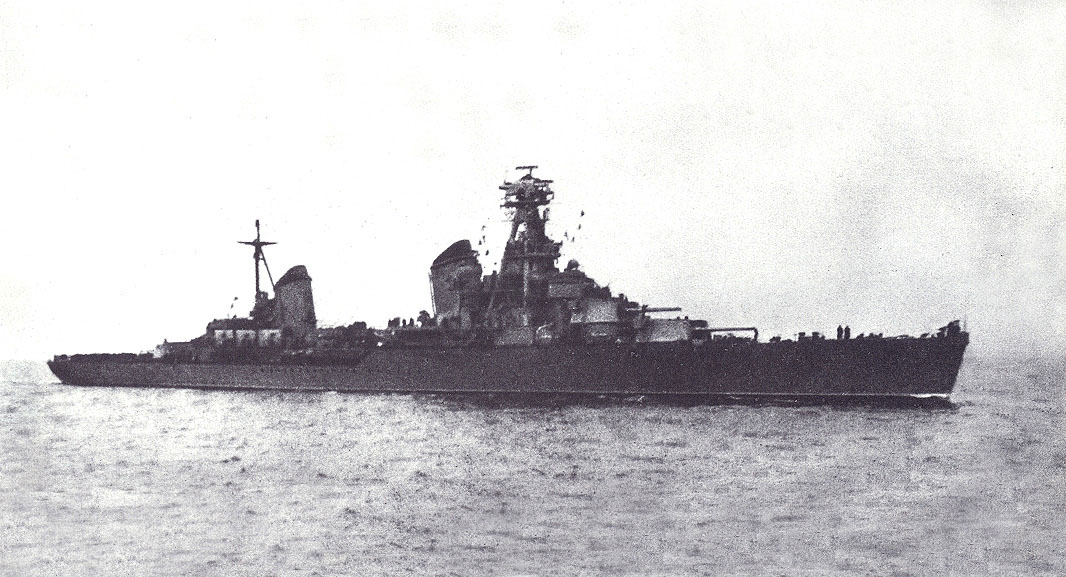
Крейсер «Ворошилов», проекта 26-бис

Большой флот — собирательное название программ строительства Военно-Морского Флота СССР в 1938—1955 годах, целью которых было создание мощного океанского флота. Ядро «Большого флота» должны были составлять крупные боевые корабли, превосходившие или равные по своим боевым и эксплуатационным качествам аналогичные корабли иностранных флотов. Крупнейшими кораблестроительными программами этого периода стали «Десятилетний план строительства кораблей ВМФ» (1938—1947 годы) и «Десятилетняя программа военного кораблестроения на 1946—1955 годы».

## Предыстория
Первые программы военного кораблестроения РКВМФ (1926 и 1929 годов) были ориентированы на замену устаревших балтийских и черноморских подводных лодок девятнадцатью большими и четырьмя малыми подводными лодками, достройку трёх эскадренных миноносцев типа «Новик», модернизацию четырёх линейных кораблей, постройку незначительного числа лёгких сторожевых судов, 68 торпедных катеров и монитора с 356-мм орудиями. Однако даже они не были полностью выполнены: за 1929—1932 год вступили в строй семь подводных лодок типа «Декабрист», восемь сторожевых кораблей типа «Ураган» и 59 торпедных катеров типа «Ш-4», модернизированы всего два линейных корабля.
Идея строительства «Большого советского флота» впервые появилась не позднее 1930 года, сторонником её был И. В. Сталин.
Впервые о существовании планов по строительству линкоров для Советского Военно-Морского Флота упомянул на заседании Комиссии обороны при СНК СССР 11 июля 1931 года И. В. Сталин: «Начать постройку большого флота надо с малых кораблей. Не исключено, что через пять лет мы будем строить линкоры». В последующие несколько лет темы по новым линкорам неизменно вычёркивались из планов Научного института военного кораблестроения, так как в «Программе военного судостроения на вторую пятилетку (1933—1938)», основанной на теоретических взглядах сторонников «Малого флота» (А. П. Александрова, И. М. Лудри, К. И. Душенова и др.), роль главной ударной силы будущих советских флотов отводилась подводным лодкам и морской авиации берегового базирования. Тем не менее, с молчаливого одобрения Управления Морских Сил РККА, а в дальнейшем (в 1934—1935 годах) при его откровенном поощрении в Центральном конструкторском бюро спецсудостроения № 1 (ЦКБС-1) были начаты проектные проработки тяжёлых артиллерийских кораблей, первоначально промежуточных между линкором и тяжёлым крейсером (проект большого крейсера Х с водоизмещением 16 500 т и 240-мм артиллерией).
В первой половине 1930-х годов в мире начался новый этап гонки морских вооружений. В 1932—1935 годах во Франции были заложены 2 линкора типа «Дюнкерк» стандартным водоизмещением 26 500 т (2×4 330-мм орудий главного калибра), в Германии — два линкора типа «Шарнхорст» стандартным водоизмещением 32 000 т (3×3 283-мм орудий ГК), в Италии — 2 линкора типа «Литторио» стандартным водоизмещением 40 000 т (3×3 381-мм орудий ГК). Начиналась подготовка к строительству линкоров с артиллерией калибра 356 мм в Великобритании и с артиллерией калибра 406 мм в США и Японии.

В этот период большинство зарубежных военно-морских специалистов считало линкоры практически абсолютным оружием в войне на море. Так в 1935 году морской министр Франции Пьетри заявлял: 
Среди авторитетных представителей флота ни один голос не поднимется против линкоров; они постоянно переживали изобретения, которые, как казалось, должны были заставить их исчезнуть. Пытаться обойтись без линкоров при нынешних обстоятельствах — это то же, что пытаться обойтись без пехоты в войне на суше.
Перспектива качественного обновления иностранных флотов привела к возникновению обоснованных сомнений в успешном решении морскими Силами РККА тех скромных задач, которые им были поставлены «Программой военного судостроения на вторую пятилетку». Кроме этого, необходимость развёртывания крупного советского военно-морского строительства обуславливалась и внутренними обстоятельствами. Уже в 1934 году И. В. Сталин, учитывая возросшую мощь промышленности и её достижения в строительстве танков и самолётов, а также находясь под впечатлением от личного знакомства с проблемами морской обороны в период своей поездки по Беломоро-Балтийскому каналу (1933), посчитал необходимым начать развёртывание крупномасштабного кораблестроения и создание новых кораблей всех классов.
В 1935 году в Военно-морской академии им. К. Е. Ворошилова были выполнены тактическое обоснование и расчёты «крупного артиллерийского корабля» стандартным водоизмещением в пределах 26 000 т и вооружённого 305-мм орудиями. Корабль, разработка которого была доведена до уровня предэскизного проекта, фактически являлся быстроходным линкором умеренного размера, наподобие германского «Шарнхорста» и французского «Дюнкерка». Другими важными разработками флота и промышленности были тяжёлые крейсера типа «Х», предназначенные для борьбы с «вашингтонскими крейсерами», «вашингтонский крейсер» водоизмещением 10 000 т со 180-мм артиллерией, гибридный крейсер-авиаматка и мощные линкоры с артиллерией калибра 400—450 мм.
Состав будущего «большого» Рабоче-Крестьянского Военно-Морского Флота одновременно прорабатывался в УВМС и в Генеральном штабе РККА, возглавляемом одним из сторонников крупных кораблей маршалом Советского Союза А. И. Егоровым. Исходя из значения морских театров, новых оперативных задач и состава флотом наиболее вероятных противников СССР (Великобритания, Германия, Италия, Япония), в январе 1936 года УВМС был разработан один из первых проектов для перспективного состава флота. Он предусматривал строительство для всех четырёх флотов 676 боевых кораблей основных классов (в том числе двух малых авианосцев) общим стандартным водоизмещением 1,727 млн т. По проекту Генерального штаба общий тоннаж кораблей должен был составить 1,868 млн т, в числе боевых кораблей предусматривалось наличие шести авианосцев, четыре из которых должны были войти в состав Тихоокеанского флота. В обоих проектах линейные корабли должны были стать главной силой будущих советских флотов.
Тем не менее, высшие руководители страны и командование флота понимали, что реализация новых планов кораблестроения будет зависеть не только от размеров финансирования и планов выделяемых ресурсов (рабочая сила, электроэнергия, топливо, металл), но также и от стабильной работы конструкторских бюро и судостроительных заводов (последние во многом не могли обходиться без иностранной технической помощи). Так, несмотря на отчётное «выполнение» планов строительства кораблей и подводных лодок, фактическое положение дел в военном судостроении было неблагополучным. В число построенных включались корабли, ещё не окончившие официальных испытаний, а корабли, которые не успели заложить, закладывались позднее в счёт текущей пятилетки. Кроме этого, качество проектов кораблей оставляло желать много лучшего. В целом планы строительства подводных лодок выполнялись менее чем на 50 %. Подобное положение дел объективно складывалось из-за недостаточного уровня подготовки как инженеров-конструкторов, так и командиров флота, нарушения преемственности в проектировании и строительстве кораблей, низкой технологической дисциплины в конструкторских бюро и на заводах, нехватки рабочих соответствующей квалификации.

## Большая кораблестроительная программа

### Программа «крупного морского судостроения» (1936)

#### Разработка программы «крупного морского судостроения»
В основу перспективного планирования состава РКВМФ весной 1936 года были положены соображения о необходимости пропорционального развития трёх крупных самостоятельных флотов на Балтийском, Тихоокеанском и Черноморском театрах и меньшего по составу, но также достаточно эффективного флота на Севере. Главной задачей флота по-прежнему оставалась надёжная оборона побережья и внутренних вод СССР от вторжения с моря. Отличием новой программы от старой (1933 года) было то, что лёгкие ударные силы флота предполагалось поддерживать полноценным линейным флотом.
Новая кораблестроительная программа разрабатывалась в обстановке строгой секретности и без привлечения достаточно высококвалифицированных экспертов — теоретиков в области военно-морского строительства, так как многие из них, в том числе такой крупный авторитет как М. А. Петров, уже были изгнаны из РКВМФ. К обстоятельному коллегиальному обсуждению вариантов программы не привлекались старшие флагманы соединений и объединений. И. В. Сталин провёл короткую встречу с руководством УВМС и командующими флотами, на которой задал вопросы: «Какие корабли и с каким вооружением надо строить? С каким противником скорее всего придётся встречаться этим кораблям в боевой обстановке?». По свидетельству Л. М. Галлера, командующие флотами единодушно высказались за строительство подводных лодок, а их мнения по строительству надводных кораблей разделились. Командующий Тихоокеанским флотом флагман флота 1 ранга М. В. Викторов выступал за постройку крупных кораблей, а командующий Черноморским флотом флагман флота 2 ранга И. К. Кожанов высказывался за строительство наряду с крейсерами и эсминцами как можно большего количества торпедных катеров. Отпуская флагманов с встречи, Сталин заметил: «Вы сами ещё не знаете, что вам нужно».
В полном объёме новой кораблестроительной программой занимались только В. М. Орлов и И. М. Лудри, а последнее слово оставалось за И. В. Сталиным. По мнению В. Ю. Грибовского Сталин недооценивал роль авианосцев, также, В. Ю. Грибовский полагал, что Орлову и Лудри  оказались не по силам разработка и обоснование программы, поскольку в неё не включили и такой важный «противовес вашингтонским крейсерам», как тяжёлый крейсер с 254-мм артиллерией, хотя такой корабль в 1935—1936 годах уже находился на стадии проектирования.
Руководство Морских Сил стремилось избежать дискуссий по спорным вопросам, а иногда и отказывалось выслушивать советы специалистов. Решением В. М. Орлова по вопросу о проектировании линкоров (от 15 июля 1936 года) в частности говорилось: «Консультации промышленности профессорами военно-морской академии им. Ворошилова прекратить».

#### Состав программы «крупного морского судостроения»
Перспективную программу развития флота В. М. Орлов представил на обсуждение в Политбюро ЦК ВКП(б) и в Совет Труда и Обороны СССР. После обсуждения программа была утверждена закрытым постановлением советского правительства 26 июня 1936 года. С учётом крейсеров, лидеров, эсминцев и подводных лодок, построенных и строившихся по планам первой и второй пятилеток, Программа «крупного морского судостроения» 1936 года предусматривало создание флота из 533 боевых кораблей основных классов общим стандартным водоизмещением около 1 млн 307,3 тыс. т. В общей сложности для четырёх флотов должны были быть построены: восемь «больших» линкоров типа «А», шестнадцать «малых» линкоров типа «Б», двадцать лёгких крейсеров, семнадцать лидеров эскадренных миноносцев, 128 эскадренных миноносцев, 90 больших, 164 средних и 90 малых подводных лодок. Наибольшее пополнение должны были получить Тихоокеанский и Балтийский флоты — по 415,1 и 400 тысяч тонн, или 232 и 137 кораблей основных классов соответственно. Черноморский флот должны были пополнить 98 кораблей основных классов тоннажем 352,6 тысяч тонн. Наименьшим количеством кораблей основных классов (66 ед.) должен был пополниться Северный флот.
53,2 % от общего тоннажа флота составляли линейные корабли, 18,3 % — подводные лодки, 17,2 % — лидеры и эсминцы, 11,2 % тоннажа приходилось на крейсеры. Грандиозный план строительства флота предполагалось завершить в десятилетний срок.

#### Постановление Совета Труда и Обороны «О программе крупного морского судостроения»
16 июля 1936 года в развитие плана, представленного В. М. Орловым, Совет Труда и Обороны (СТО) при СНК СССР принял постановление «О программе крупного морского судостроения», поставившее Наркомату тяжёлой промышленности задачи и конкретизировавшее сроки выполнения программы на ближайшие два года. Согласно постановлению СТО в 1937—1938 годах планировалось начать строительство восьми линкоров (семь в Ленинграде в 1937 году, один в Николаеве в 1938, из них четыре типа «А» и четыре типа «Б»), восьми лёгких крейсеров, восьми лидеров эскадренных миноносцев, 114 эскадренных миноносцев, 123 подводных лодок. Сдача флоту восьми первых линкоров была запланирована на 1941 год. «В целях избежания лишнего разнообразия в строящихся кораблях» постановлением рекомендовалось в ближайшие два года обеспечить однотипность линкоров (в рамках двух проектов — «А» и «Б»), новые лёгкие крейсера строить по типу «Кирова», лидеры — по проекту завода «Орландо» (проект 20И), эскадренные миноносцы — по проекту 7, а подводные лодки — по образцу XIV, IX и XII серий; Главморпрому также предписывалось при разработке проектов кораблей «стремиться к наибольшему использованию оправдавших себя конструкций и унификации конструкций и механизмов».

#### Подготовка к реализации программы «крупного морского судостроения» 1936 года
Программа «крупного морского судостроения» в случае выполнения должна была вывести СССР в число ведущих морских держав мира: на момент её утверждения флоты США и Великобритании насчитывали по 15 линкоров, Японии — девять, Франции — шесть и Италии — четыре, не считая кораблей находившихся в постройке. Военно-Морской Флот СССР уже к 1942 году должен был иметь 11 линкоров, в том числе восемь новых проектов, а к 1947 году — 24 линкора только новейших проектов. В то же время эти значительные морские силы распределялись почти равномерно между тремя изолированными и удалёнными друг от друга морскими театрами: по восемь линкоров предназначалось для Балтики и Чёрного моря — закрытых бассейнов, где флоты СССР могли быть заблокированы в случае войны с коалицией морских держав, шесть линкоров типа «Б» должны были противостоять японскому линейному флоту, два линкора этого же типа предназначались для Северного флота.
По мнению Грибовского В. Ю., в программе была «явная несбалансированность будущих флотов в тактическом отношении». Количественное соотношение между линкорами, крейсерами и эскадренными миноносцами было запланировано на уровне начала XX века и в условиях прогресса подводных сил и авиации не обеспечивало боевой устойчивости и эффективности применения крупных кораблей, роль авианосцев игнорировалась. Вместе с тем на должном уровне в программе оценивалась роль подводных лодок.
Программа «крупного морского судостроения» обладала ещё одной важной особенностью, проявившейся в оптимизме высшего советского руководства и командования флота в отношении количества и сроков создания кораблей будущего флота. И. В. Сталин, В. М. Молотов, К. Е. Ворошилов, В. М. Орлов, И. М. Лудри и Р. А. Муклевич считали, что энтузиазма и творчества масс, умноженных на достижения индустриализации и рациональное планирование, более чем достаточно для успешной реализации программы кораблестроения, поскольку большие усилия и выделенные плановым порядком значительные количества материалов, внутренних финансов и валюты уже принесли успех в строительстве танков и самолётов. Уровень промышленного производства действительно позволял вести масштабное кораблестроение: в 1936 году в СССР было выплавлено 16,4 млн т стали, добыто 27,43 млн т нефти и выработано 32,84 млрд кВт×ч электроэнергии.
В созданный в конце 1936 года Народный комиссариат оборонной промышленности во главе с М. М. Кагановичем был включён Главморпром, ставший 2-м Главным управлением этого наркомата во главе с заместителем наркома флагманом флота 1 ранга В. М. Орловым. 28 июня 1937 года В. М. Орловым и Р. А. Муклевичем было подписано специальное Протокольное соглашение о выполнении плана работ на 1937 год. Согласно ему общий объём нового военного кораблестроения определялся «небывалой ранее суммой» 930 млн рублей при общих расходах на оборону 20,1 млрд рублей (на 1937 год). К 10 апреля 1937 года был подготовлен разработанный 2-м Государственным проектным институтом по заданию Р. А. Муклевича «Организационный план морской судостроительной промышленности на 1937—1943 гг.».
В самом начале выполнения программы возникли значительные трудности, наиболее значительными из которых были проблемы проектирования линкоров типа «А», водоизмещение которых при высоких требованиях Управления ВМС РККА к вооружению и защите не укладывалось в рамки заданных 35 000 т. В мае 1937 года руководители флота и промышленности пришли к согласию в вопросе необходимости увеличения размерений линкора типа «А» для создания полноценного корабля класса «линейный корабль».

### «Большой террор» и его влияние на реализацию кораблестроительной программы
Массовые репрессии на флоте и в судостроении были начаты летом 1937 года, когда на совещании руководящих работников НКВД нарком внутренних дел Н. И. Ежов заявил, что, по мнению Сталина, «военно-фашистский заговор имеет ответвления и в руководстве Военно-Морских сил». Эта установка стала сигналом к широким арестам и последующему уничтожению видных флотских начальников, включая наркомов ВМФ и командующих флотами, и талантливых кораблестроителей. В результате террора с июля 1937 по март 1939 года высшее командование Военно-Морского Флота сменялось пять раз.
Для компрометации фабриковались стандартные надуманные дела «вредителей и заговорщиков», членов «контрреволюционных организаций антисоветского военно-фашистского заговора, участники которого ставили целью при помощи интервенции со стороны Германии и Англии свергнуть советскую власть и восстановить капитализм в СССР» и. т. п. Угрозами и пытками от обвиняемых получали нужные признания, от которых многие впоследствии отказались.
За время террора были арестованы видные руководители центральных органов флота: В. И. Зоф, Э. С. Панцержанский, А. К. Векман и др. Волна политических репрессий коснулась многих десятков талантливых советских учёных, конструкторов и организаторов советского судостроения. Среди них Н. В. Алякринский, А. Н. Асафов, С. А. Базилевский, В. И. Бекаури, В. Л. Бжезинский, С. Б. Волынский, П. Г. Гойнкис, Ф. И. Дормидонтов, Л. Х. Казин, А. С. Кассациер, К. Н. Коршунов, Г. Е. Липелис, Б. М. Малинин, В. А. Никитин, Э. Э. Папмель, В. Н. Перегудов, В. Ф. Попов, Н. И. Разин, В. П. Римский-Корсаков, А. В. Сперанский и другие.
Обстановку страха, подозрений и накала репрессий часто нагнетали отдельные деятели флота и судостроения. Например, прибывший в 1938 году на Тихоокеанский флот нарком ВМФ П. А. Смирнов своей главной задачей объявил «почистить флот от врагов народа». Заместитель наркома И. С. Исаков докладывал В. М. Молотову: «Имеет место неправильный набор людей на ответственные должности уполномоченных военпредов, среди которых оказываются враги народа… проведена тщательная проверка и очистка контрольно-приёмного аппарата от врагов или сомнительных элементов» и т. п. Не поднимали голоса против репрессий и руководители судостроения, подтверждая свою приверженность сталинскому курсу на крупное судостроение: нарком судостроительной промышленности И. Ф. Тевосян в своём выступлении на XVIII съезде партии говорил: «Враги народа — агенты фашизма Тухачевский, Орлов и Муклевич и прочая мерзость — старались доказать, что нам не нужен мощный надводный флот». Общей атмосфере тоталитарного государства с его беззаконием и дефицитом гуманизма поддавались в то время и яркие положительные личности. Результатом этой борьбы с «вредителями», «врагами» и «сомнительными элементами» стала потеря многих ценных флотских специалистов и военных инженеров.

### Влияние Гражданской войны в Испании на советское кораблестроение
Начиная с осени 1936 года СССР оказывал военную помощь испанскому республиканскому правительству в гражданской войне со сторонниками генерала Франко (франкистами). Для наблюдения за развитием событий нейтральные Великобритания и Франция посылали к берегам Пиренейского полуострова свои боевые корабли, германские и итальянские корабли находились в испанских водах с другой целью — для прикрытия перевозок сухопутных войск и вооружения, а также обеспечения разведкой флота франкистов, ведущего активные блокадные действия и перехват транспортов с военными грузами из СССР. С помощью итальянских морских сил флот франкистов в 1936—1937 годах 86 раз нападал на советские суда, потопив при этом три советских транспорта («Комсомол», «Благоев», «Тимирязев») и захватив вместе с экипажами четыре других.
Посылать собственные корабли для поддержки республиканских сил советский ВМФ не мог, и не только по политическим причинам. Кораблей в советском флоте было мало, а в случае открытого военного выступления Германии и особенно Италии, их могли легко уничтожить. Из линейных кораблей в составе РКВМФ имелось только три тихоходных линкора типа «Севастополь», боевая устойчивость которых при имевшихся трудностях обеспечения ПВО и ПЛО вызывала сомнения. Находившиеся в составе флота крейсера (типа «Светлана») и эскадренные миноносцы (из серии «новиков») выглядели откровенно слабыми и устаревшими на фоне новых кораблей германского и итальянского флотов. В итоге, со второй половины 1937 года советское правительство было вынуждено прекратить регулярные рейсы своих транспортов в Испанию, а основной поток идущих грузов отправлять через Францию.

### План строительства боевых кораблей Морских Сил РККА (1937)
13/15 августа 1937 года советским правительством было издано постановление о переработке кораблестроительной программы 1936 года, создатели которой (В. М. Орлов, Р. А. Муклевич и др.) уже находились в тюрьмах НКВД. Анализ событий в Испании был учтён М. В. Викторовым и Л. М. Галлером при разработке нового варианта «Плана строительства боевых кораблей Морских Сил РККА».
Новый план кораблестроения был представлен И. В. Сталину и председателю СНК В. М. Молотову в сентябре 1937 года в форме подробного доклада наркома обороны К. Е. Ворошилова. План предусматривал создание мощных флотов на Тихом океане, где в качестве основного вероятного противника СССР рассматривалась Япония, и на Балтийском море, где основным вероятным противником считалась Германия, с учётом возможности вовлечения в войну против СССР также Польши и Финляндии. Удельный вес Черноморского флота, вероятным противником которого были итальянский и германский флоты, был немного снижен, зато Северный флот предполагалось усилить и по тоннажу новых кораблей приблизить к Черноморскому.
При производстве количественных и качественных расчётов корабельного состава флотов на морских театрах учитывались перспективы развития военно-морских сил вероятных противников и оперативные задачи. Важнейшими оперативными задачами считались недопущение высадки десантов и захвата советского побережья противником (для Тихоокеанского и Северного флотов), недопущение крупных сил противника в Чёрное море, в северную часть Балтийского моря и в Рижский залив, завоевание господства на море (Черноморский флот и Балтийский флот в Финском заливе), срыв или нарушение морских коммуникаций противника (для Тихоокеанского, Балтийского и Северного флотов). К специфическим задачам относились: недопущение перевозки японских войск и снабжения через корейские порты, «разгром флотов и баз враждебных государств» в Чёрном море, обеспечение Северного морского пути и своих коммуникаций на Севере с нейтральными странами и, «если потребуется, содействие сухопутной армии по занятию территории Эстонии, Латвии и Финляндии».
Новый план предусматривал иметь к 1 января 1947 года 599 кораблей основных классов, в том числе шесть линкоров типа «А», 14 линкоров типа «Б», три линкора типа «Марат», два авианосца, десять тяжёлых крейсеров, 22 лёгких крейсера, 3 «старых крейсера», 20 лидеров эскадренных миноносцев, 144 эскадренных миноносца, 84 большие, 175 средних и 116 малых подводных лодок. По сравнению с программой 1936 года «План строительства боевых кораблей Морских Сил РККА» выглядел более обоснованным в тактическом отношении: было увеличено число эскадренных миноносцев при сокращении числа линкоров, для Тихоокеанского и Северного флотов впервые предусматривалось по одному авианосцу водоизмещением 10 000 т, вводился обоснованный ранее тип тяжёлого крейсера с 254-мм орудиями. Вместо прежнего линкора типа «Б» с 305-мм орудиями (проект 25), признанного неэффективным, должен был быть разработан новый «малый» линкор — стандартным водоизмещением 48 000 т и с 356-мм главным калибром (проект 63).
Официального утверждения новый план не получил, хотя и был одобрен высшим руководством. Не была официально утверждена и представленная Главным морским штабом в феврале 1938 года в Народный комиссариат оборонной промышленности восьмилетняя «Программа строительства боевых и вспомогательных судов на 1938—1945 годы». Отсутствие утверждённого документа, в котором бы в директивном порядке излагался бы план строительства флота, в 1937—1938 годах несомненно сдерживало решение всего комплекса вопросов обеспечения флота (кадры, базы, производство вооружения).

### Организационные мероприятия по улучшению руководства военно-морским флотом и судостроительной промышленностью
Строительство «Большого флота» потребовало проведения ряда организационных мероприятий по улучшению руководства советским военно-морским флотом и судостроительной промышленностью. В декабре 1937 года был образован самостоятельный общесоюзный Народный комиссариат Военно-Морского Флота, в марте 1938 года был сформирован и начал функционировать Главный Военный Совет Военно-Морского Флота. Наркомат ВМФ получил с этого времени собственный бюджет, фонды заготовок материальных средств, план заказов промышленности. 26 мая 1938 года Научно-исследовательский институт военного кораблестроения, ранее существовавший в составе Военно-Морского Флота, был передан наркомату оборонной промышленности, а позднее на его основе создали новый ЦНИИ-45. С 17 июля 1938 года в ВМФ вновь был создан Научно-технический комитет (НТК ВМФ), в обязанности которого входило наблюдение за предэскизными и эскизными проектами, разрабатываемыми специалистами судостроения, и их оценка, а также разработка тактико-технических заданий на новые корабли и участие в разработке планов научно-исследовательских работ. Первым председателем комитета стал военинженер 1 ранга А. А. Фролов.

### Десятилетний план строительства кораблей ВМФ (1939)
Большое значение для развития советского военного судостроения имел XVIII съезд ВКП(б), проходивший с 10 по 21 марта 1939 года. На съезде подчёркивалось, что «задача ускорения постройки и ввода в строй новых кораблей должна стать центральной задачей советского судостроения». Съезд уделил особое внимание наиболее целесообразному географическому размещению промышленных предприятий, работающих на судостроение, для достаточного приближения судостроительных заводов к местам базирования флота. Этим намеревались при меньших затратах получить на каждом театре равное или несколько превосходящее число кораблей основных классов по сравнению с вероятным противником.
В качестве исходных данных для составления перспективного плана наркомом судостроительной промышленности И. Ф. Тевосяном была утверждена предполагаемая специализация судостроительных заводов: линейные корабли могли строиться на трёх заводах, тяжёлые крейсера намеревались строить на двух, лёгкие крейсера — на шести, эскадренные миноносцы — на пяти, подводные лодки — на семи, тральщики — на трёх, охотники за подводными лодками — на двух. Крупные судостроительные центры должны были обеспечить одновременное строительство сразу нескольких типов кораблей.
6 августа 1939 года нарком ВМФ Н. Г. Кузнецов представил Совету народных комиссаров переработанный «Десятилетний план строительства кораблей ВМФ» (на 1938—1947 годы), включавший постройку 15 линкоров типа «А», 16 тяжёлых и 32 лёгких крейсеров (в том числе шести типа «Киров»). План должен был выполняться в два этапа: пятилетнего плана судостроения (1938—1942) и пятилетней программы (1943—1947). В рамках пятилетнего плана судостроения должны были быть заложены 8 линкоров, пять тяжёлых и 16 лёгких крейсеров. Окончательным вариантом «Десятилетного плана строительства кораблей ВМФ» предусматривалось иметь к 1946 году: 15 линкоров проекта 23 (тип «Советский Союз»), 15 тяжёлых крейсеров проекта 69 (тип «Кронштадт»), 28 лёгких крейсеров (проектов 26-бис и 68), 36 лидеров эсминцев, 144 эскадренных миноносца (проектов 7, 7-У, 30 и 35), 336 подводных лодок, 96 сторожевых кораблей, 115 охотников за подводными лодками, 204 тральщика, 28 минных и 14 сетевых заградителей, 6 мониторов и канонерских лодок, 348 торпедных катеров.

### Общие работы
- Грибовский В. Ю. На пути к «большому морскому и океанскому» флоту (Кораблестроительные программы Военно-Морского Флота СССР в предвоенные годы). // Гангут. — СПб.: Издательство «Гангут», 1995. — № 9. — С. 2—20. — ISBN 5-85875-031-1.
- Краснов В. Н. Военное судостроение накануне Великой Отечественной войны. — М.: Наука, 2005. — 215 с. — ISBN 5-02-033780-3.